# Leptidium
Leptidium là một chi thực vật có hoa trong họ Đậu.